# 詹姆斯·B·韦弗
詹姆斯·贝尔德·韦弗（英語：James Baird Weaver，1833年6月12日—1912年2月6日）生于俄亥俄州，在爱荷华州长大，曾担任美国联邦众议员，并两次成为美国总统候选人。韦弗童年时迁居当时属边境州的爱荷华州，他的家人在这里取得了一片宅基地。他很年轻时就积极参与政治，是农民和劳工权益的倡导者。他坚信进步主义思潮，并为此先后加入并退出过多个政党。南北战争期间，韦弗进入北军服役，之后返回爱荷华州以共和党人身份竞选多份公职。由于连遭败绩，并且对共和党保守派的作为日益感到不满，韦弗于1877年转投绿背党，该党支持增加货币供应量并管制大型企业。成为绿背党人后，韦弗借着民主党的支持于1878年首度当选联邦众议员。
1880年，绿背党提名韦弗竞选美国总统，但他只获得了3.3%的普选票。接下来他又竞选了多份公职，再于1884年和1886年两次当选联邦众议员。韦弗在国会期间力求扩大货币供应量，并努力确保印第安领地向白人定居者开放。1890年代，绿背党四分五裂后，新成立的人民党崛起，成为新的左翼第三党，韦弗在该党成立期间发挥了重要作用，并在1892年大选成为代表人民党的总统候选人，这次他得到了8.5%的普选票和22张选举人票，但还远不足以赢得选举。19世纪末，人民党和民主党合二为一，韦弗也加入民主党，支持威廉·詹宁斯·布莱恩在1896年、1900年和1908年三度参选总统，但这些选举都以失败告终。韦弗担任的最后一份公职是出任家乡科尔法克斯的市长。1912年2月6日，韦弗在德梅因去世，享年80岁。许多他为之奋斗的政治诉求直至他死后得以实现。

## 早年生活
詹姆斯·贝尔德·韦弗于1833年6月12日在俄亥俄州代顿出生，父亲叫亚伯兰·韦弗（Clarrisa Vinson Weaver），母亲叫苏珊·伊姆莱·韦弗（Abram Weaver），两人共有13个孩子，詹姆斯排行第5。亚伯兰也是在俄亥俄州出生，是革命战争先辈之后，以务农为生，于1824年迎娶新泽西姑娘苏珊。詹姆斯出生后不久，一家人于1835年迁居至密歇根州卡斯县卡索波利斯（Cassopolis）以北约14.5公里的一个农场。1842年，韦弗一家再度迁居，搬到爱荷华领地，等待来年萨克和福克斯领地向白人定居者开放，之后取得了戴维斯县切克斯特溪沿线一片宅基地的所有权。亚伯兰·韦弗这此建起新房，并在这里耕作到1848年，全家再度迁居，这次搬到了县城布卢姆菲尔德（Bloomfield）。
詹姆斯的父亲是民主党人，于1848年当选地区法院书记员，他还多次参加其他公职的选举，但大多以失败告终。苏珊的兄弟何西阿·霍恩（Hosea Horn）是辉格党人，于1849成为邮政署长，通过他的影响，詹姆斯·韦弗找到了第一份工作，成为杰佛逊县的邮递员。1851年，詹姆斯辞职并跟随当地律师塞缪尔··麦克朗研习法律。1851年，詹姆斯中断法律学业，陪同另一位舅舅卡尔文·菲尔普斯博士（Dr. Calvin Phelps）将牛群从布卢姆菲尔德经陆路赶到加利福尼亚州的萨克拉门托。韦弗起初打算留在当地淘金，但又改变主意，预订了前往巴拿马的船票。之后，他登上另一趟船前往纽约，然后再返回爱荷华州的故乡。
回到故乡后，韦弗在继续攻读法律前还短暂当过售票员。1855年，他进入辛辛那提法学院，师从贝拉米·斯托勒（Bellamy Storer）继续深造。在此期间，韦弗对奴隶制的支持态度开始动摇，有多位传记作家认为这是因为他受到了斯托勒的影响。1856年毕业后，韦弗回到布卢姆菲尔德并通过爱荷华州律师从业资格考试。到1857年时，他已与父亲所在的民主党一刀两断，加入日渐壮大、并反对奴隶制扩张的另一个联盟，该联盟日后将成为共和党。
1858年，韦弗代表新党派的候选人在爱荷华州南部巡回演讲。这年夏季，他迎娶了克拉丽莎·文森（Clarrisa Vinson），文森来自范布伦县的邻近小镇基奥索奎（Keosauqua），是一名教师。两人共有8个孩子，婚姻一直持续到1912年韦弗辞世。婚后，韦弗与何西阿·霍恩合伙开办律师事务所，并且继续参与共和党政治事务。1859年，他代表州长候选人塞缪尔·J·柯克伍德发表了多场演说，奴隶制成为这次竞选中双方辩论的主要议题，最终共和党人虽然在韦弗所在的戴维斯县失利，但仍以微弱优势赢得了选举。次年，韦弗成为州共和党大会代表，虽然他不是全国大会代表，但还是与爱荷华州的代表们一起出席了1860年共和党全国大会，亚伯拉罕·林肯就是在这次会议上获得总统候选人提名。林肯最终在普选中获胜，并且也拿下了爱荷华州，但南方各州对共和党的胜利作出激烈反应，相继宣布脱离联邦，南北战争由此打响。

## 南北战争

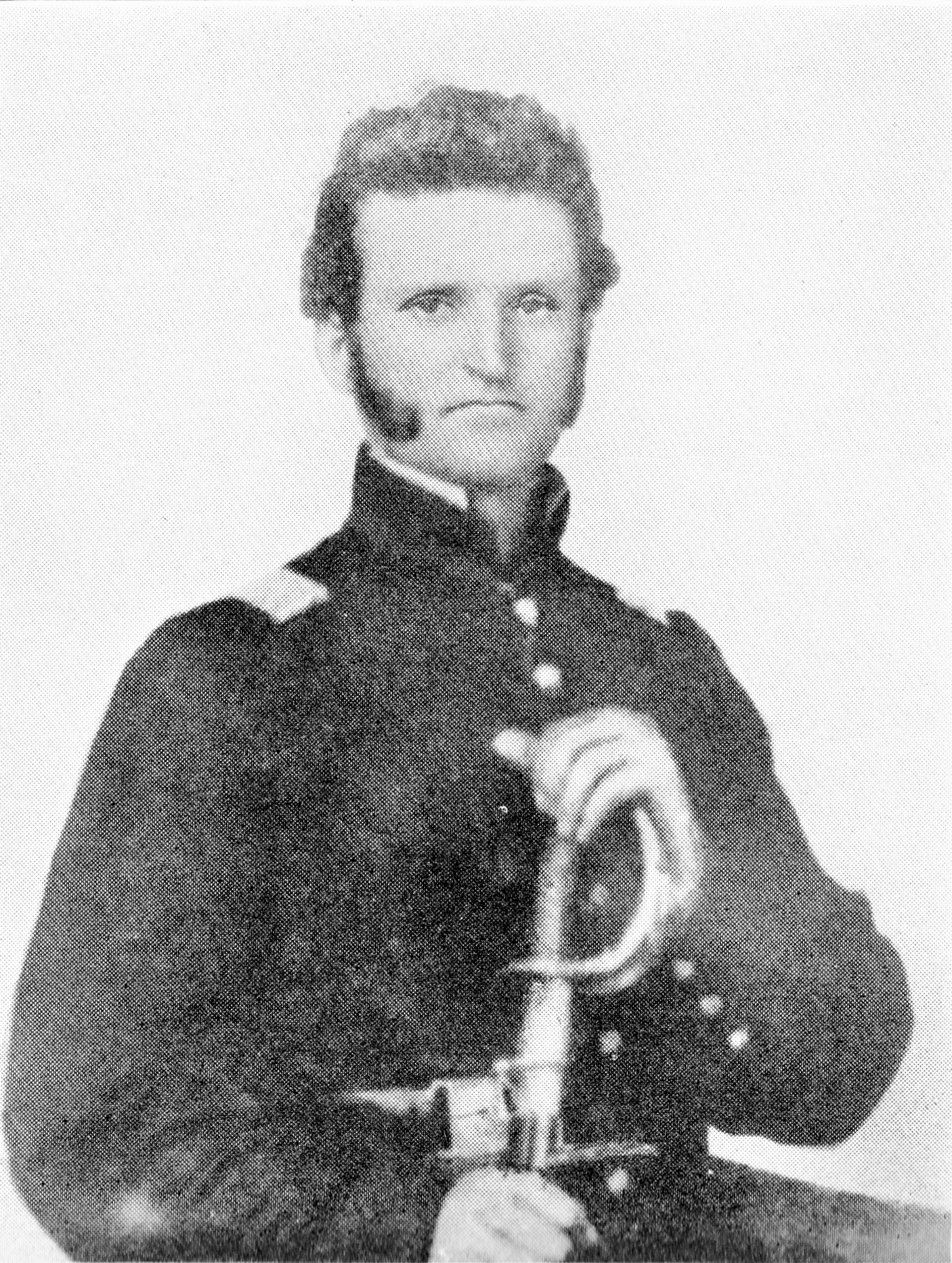
詹姆斯·B·韦弗中尉

1861年4月，邦联陆军炮轰萨姆特堡，南北战争正式爆发，林肯号召7.5万人加入北军应战。韦弗所加入的部队之后会成为爱荷华州第2志愿步兵团的连，他还获选为连队中尉。统领第2团的是前联邦众议员塞缪尔·瑞恩·柯蒂斯（Samuel Ryan Curtis）上校，1861年6月，他获命前往密苏里州，保护这个边界州的多条铁道。韦弗所在连这年夏天主要在密苏里州北部活动，没有参与实战。这一期间，他与克拉拉的第二个孩子、也是第一个儿子出生，起名詹姆斯·贝拉米·韦弗（James Bellamy Weaver），其中的贝拉米则是纪念韦弗的恩师贝拉米·斯托勒。
1862年2月，爱荷华州第二志愿步兵团到达田纳西州与尤利西斯·辛普森·格兰特准将会师，投身进攻多纳尔森堡的战斗，这也是韦弗首度经历实战。他的连参与了激烈战斗，据韦弗所说仿佛就是场“针对战斗狂魔的大屠杀”，他的手臂也在战斗中受了轻伤。次日南军投降，这一战成为当时北军最重要的一场胜利。接下来，第二团又同田纳西河位于哈丁县境内河段西岸的其它多支部队汇合，准备化零为整，向南方发起重大攻势。这支部队与南军在胥龙之战展开较量，韦弗所在连位于北军战线中部，在激烈的战斗中被迫后撤，这片战区之后人称“黄蜂巢穴”。次日，北军扭转战局，将邦联陆军逐出战场，韦弗称这一战“大获全胜”。两军共有超过2.3万将士伤亡或被俘，战斗规模在美国历史上前所未有，双方都从此意识到，距离这场战争结束还有很长的路要走，并且这一路上也绝不轻松。
胥龙之战后，韦弗跟随第2团缓慢进军密西西比州奥尔康县县城科林斯（Corinth），并在这里晋升为少校。面对邦联陆军来袭，韦弗表现英勇，对北军取得第二次科林斯之战胜利起到重要作用，为此他也在第二团司令官牺牲后晋升上校。此后，韦弗带领第二团驻守密西西比州。1863年夏，第二团被派往田纳西州和阿拉巴马州边境，负责驻防普瓦斯基周边地区。接下来该团参与了亚特兰大战役中的雷萨卡之战，然后在1864年继续跟随威廉·特库姆塞·舍曼少将经乔治亚州向大海进军。1864年5月，韦弗服役期满并返回爱荷华州的家。战争结束后，韦弗获加衔准将，军衔追溯至1865年3月13日，是多位战后获加衔以表彰其服务的北军军官之一。

## 以共和党人身份从政

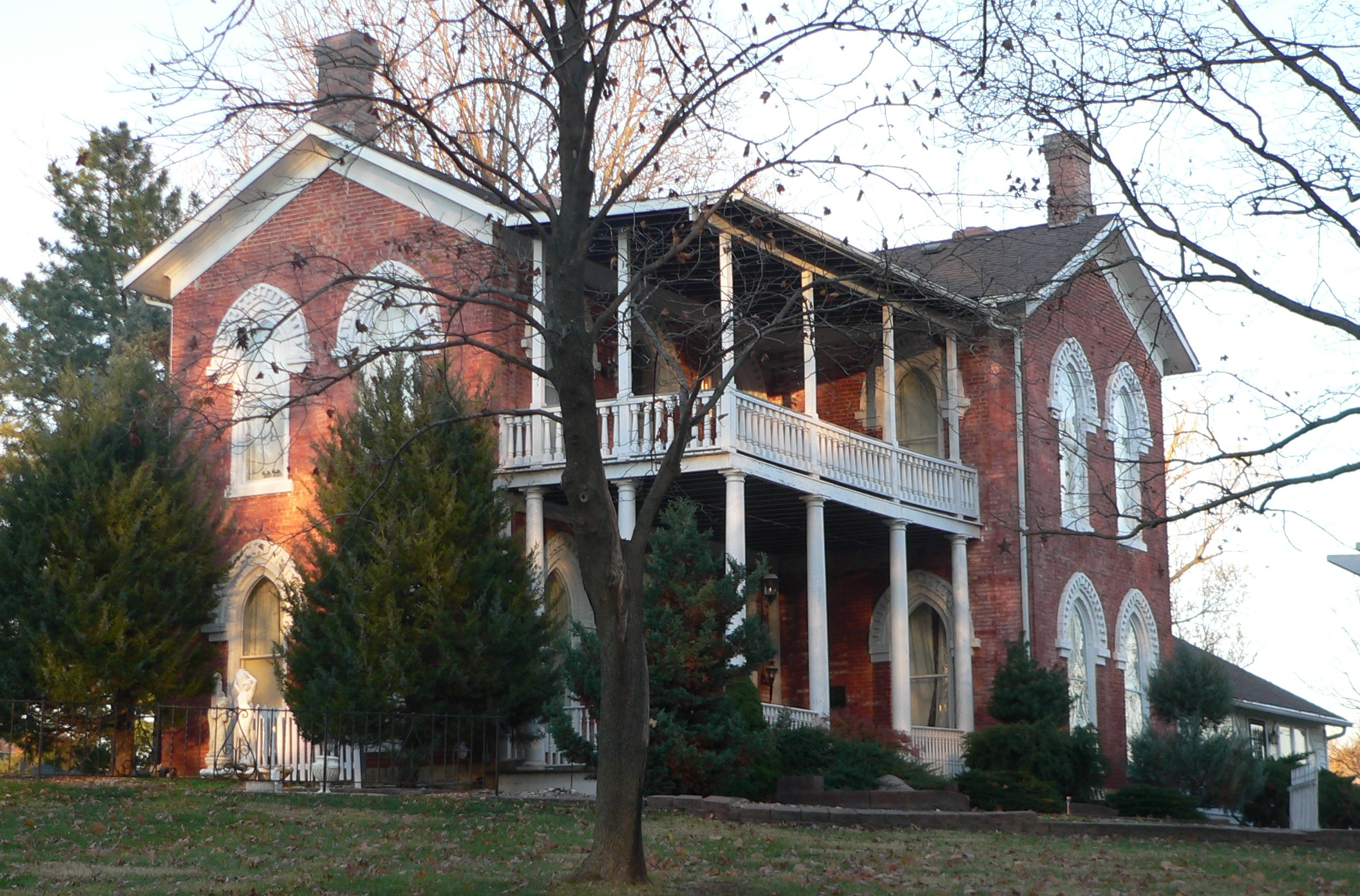
韦弗的故居，于1867年在布卢姆菲尔德建成。

从战场归来后不久，韦弗成为《联邦保卫周报》（Weekly Union Guard）的编辑，这是布卢姆菲尔德一家支持共和党的报纸。接下来他又在1865年爱荷华州共和党大会上成为副州长提名候选人之一，但在大会投票中屈居第二。1866年，韦弗当选第二司法区地区检查官，该区包括爱荷华州南部的6个县。1867年，总统安德鲁·约翰逊任命韦弗评估爱荷华州第一国会选区的内部财政收益情况，这一选区包括爱荷华州的整个东南部。这份职务的年薪有1500美元，还可以对地方税收超过10万美元的部分提成。韦弗在这一职务上一直工作到1872年，联邦国会将之废除时止。宗教事务方面，他成为美以美会的一份子，并在1876年成为在巴尔的摩举行的教会会议代表。作为循道宗的一员，韦弗越来越倾向于支持对酒精饮料和销售和消费发出禁令。他的收入和声望都像他的家庭一样不段扩张，到1877年时，韦弗已经有了7个孩子。事业上的成功让他为家人新建了一幢大宅，这幢豪宅至今仍然屹立。
韦弗为党派所做的工作赢得了许多人的支持，1874年，他获得提名，成为爱荷华州第6国会选区的联邦众议员候选人。但许多共和党人对韦弗涉身禁酒运动保持警惕，希望继续对这一分歧议题敬而远之。韦弗在提名大会的首轮投票领先，但最终以一票之差不敌地方法官以西结·桑普森。韦弗的盟友认为，这次失利堪称“最卑劣的幕后操纵”，但韦弗对此态度泰然，将目标转向1875年州长选举的候选人提名。他积极出击，争取州内各地的代表支持，明确表示支持禁酒，并且要让州政府对铁路拥有更大的控制权。韦弗吸引到许多代表的支持，但铁路企业的支持者和无意涉身酒精问题的人们对他不感冒。韦弗的对手大多鲜为人知，其中又大部分都是以联邦参议员威廉·B·阿利森为首的共和党保守派成员。但到了党派大会上，有代表出人意料地提名前州长柯克伍德，韦弗的对手都站到同一战线支持前州长。柯克伍德轻松胜出，并在阿利森盟友的说服下接受提名，之后又赢得了普选。接下来与会代表又拒绝在党纲中加入禁酒内容，这对韦弗来说可谓雪上加霜。他虽然获得了州参议员提名，但还是在秋季的选举中不敌民主党对手。

## 转投绿背党

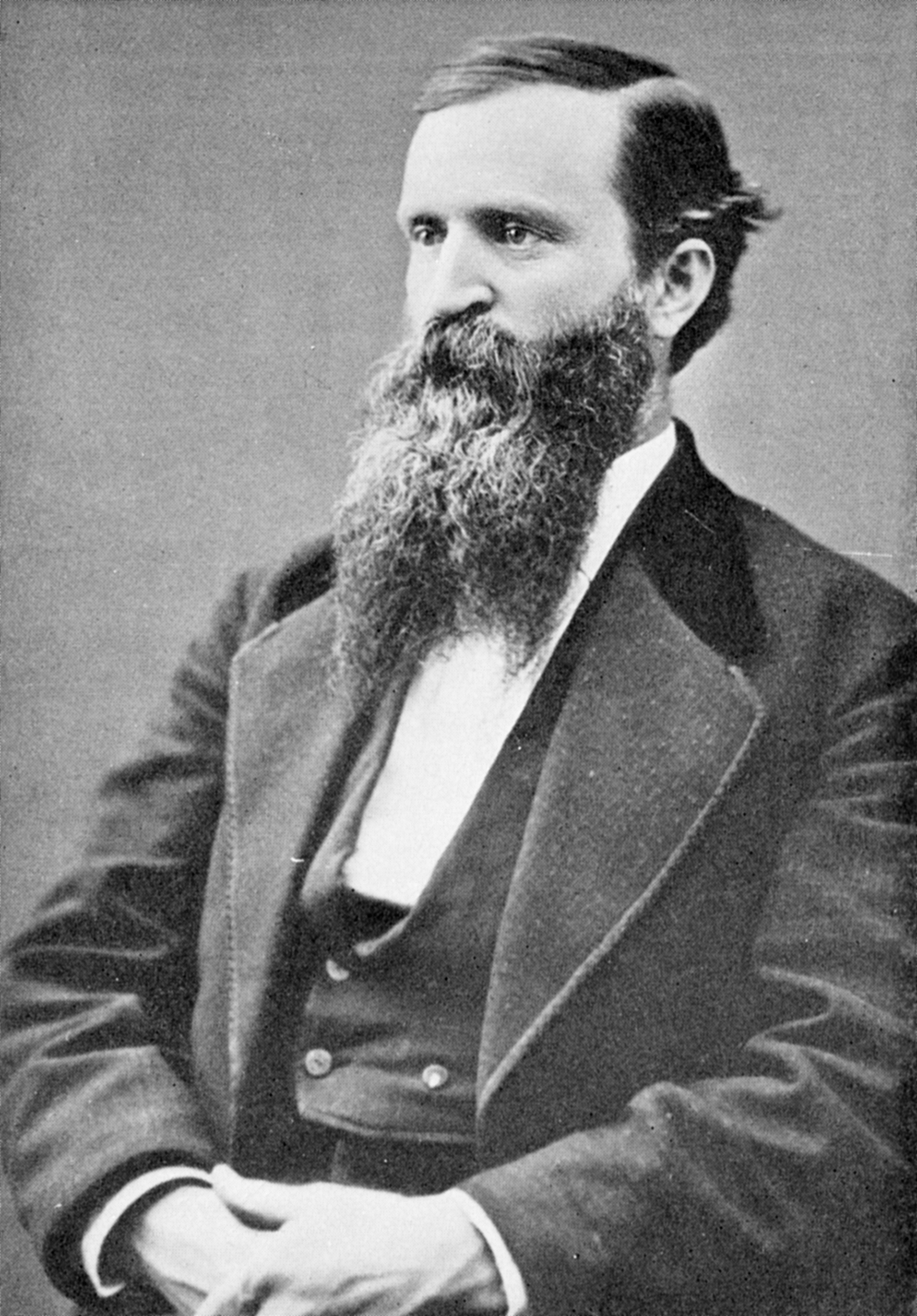
1878年，韦弗曾参选国会议员。

1875年在选举中接连失利后，韦弗逐渐疏离共和党，这不仅是因为接二连三的失败，该党在阿利森派系主导下做出的政策决择也是其中的重要原因。1876年5月，韦弗前往印第安纳波利斯，参加新生党派绿背党的全国大会。1873年经济大恐慌后，美国进入长时间的经济衰退期，绿背党正是在这样的背景下逐渐发展起来，并且又以西部州势力最强。内战期间，联邦国会曾授权发行“绿钞”，这种新的法定货币可以兑换政府债券，但不能兑换黄金。由于联邦政府的黄金供给无法跟上军队扩张所需费用，因此需要发行绿钞来融资。战争结束后，民主、共和两党都有许多人期望尽快将货币回复金本位，这其中又以东部立场最为坚定。1875年，国会通过恢复硬币法案，要求绿钞从1879年起逐渐退出市场流通，以黄金保值的货币代替。与此同时，经济衰退又导致债务人的偿债代价大幅升高，因为他们贷款之时的货币价值远远不及偿还时的价值。绿背党不但支持放宽流通货币供应，还支持八小时工作制，要求工厂设立安全规定并禁止雇佣童工。正如历史学家赫伯特·克兰西（Herbert Clancy）所说的那样，绿背党“提前近50个年头预料到20世纪前25年中（美国）的进步立法成就”。
共和党提名拉瑟福德·伯查德·海斯参加1876年大选，民主党则选择纽约州州长塞缪尔·J·蒂尔登应战。两位候选人都反对继续发行绿钞，支持金本位的候选人人称“硬钱”（hard money）派，而绿背党视通货膨胀为利好的政策立场则被称为“软钱”（soft money）。韦弗认同绿背党及其候选人彼得·库珀（Peter Cooper），还表态支持部分“软钱”政策，但他仍然选择留在共和党，谢绝了绿背党的国会议员提名，还在这年大选中为海斯摇旗呐喊。1877年，韦弗出席爱荷华州共和党大会，会上通过了支持软钱的纲领，并且也支持禁酒。但会上选出的州长候选人是反对禁酒的约翰·吉尔（John H. Gear），他还曾在两年前努力确保韦弗竞选州长失败。韦弗起初支持吉尔，但还是在8月加入了绿背党。他代表新生党派多次发表演说，与全州各地的昔日盟友辩论，成为绿钞事业中重量级的拥护者。

## 国会议员

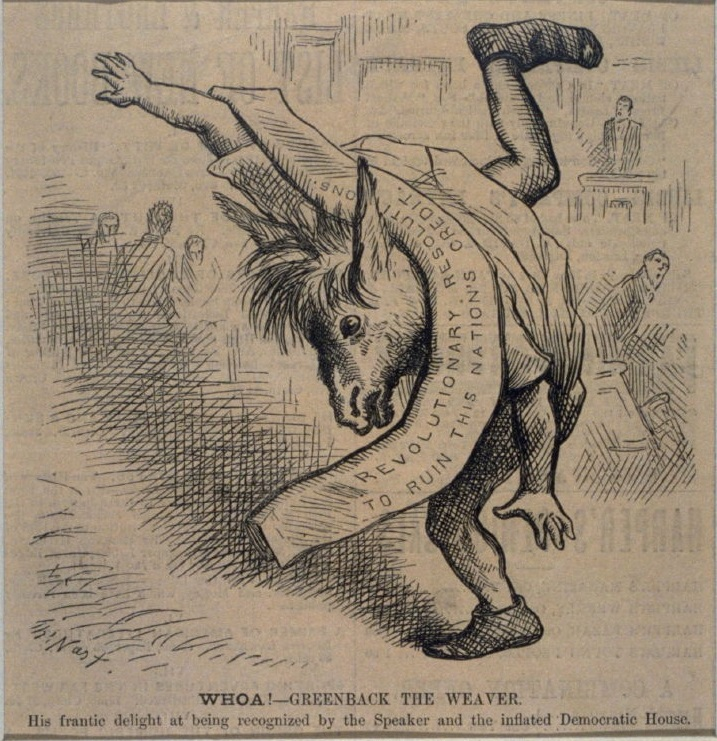
“美国卡通之父”托马斯·纳斯特（Thomas Nast）的这幅漫画将韦弗描绘成一头驴，在提案终于获得议长塞缪尔·J·兰德尔认可后高兴得手忙脚乱。

1878年5月，韦弗接受绿背党提名，成为爱荷华州第6国会选区的联邦众议员候选人。虽然此前他一直是坚定的共和党人，但要想在选举中战胜在任议员桑普森，争取选区内民主党人支持似乎是唯一的选择。内战爆发后，民主党在爱荷华州各地都不占优势，所以与绿背党合作是确保其候选人当选的最佳途径。硬钱派民主党人反对这一做法，为此布卢姆菲尔德知名民主党人亨利·特林伯（Henry H. Trimble）出面为韦弗担保，称韦弗一旦当选，就会在除货币议题外的所有问题上与其他民主党联邦众议员保持一致，这让部分硬钱派民主党人深感放心。第6选区的民主党人召开提名大会时拒绝表态支持任何一位候选人，不过党派中的软钱派领袖人物考虑的候选人中既有民主党人，也有绿背党人。最终，绿背党和民主党联合起来取得了选战胜利，韦弗一共获得1万6366票，比桑普森的1万4307票多了超过14个百分点。
1879年3月，韦弗与另外12名绿背党议员一起参加第46届联邦国会。民主、共和两大党派在众议院基本势均力敌，但两党都没有让绿背党人参加核心会议，导致新三党议员在整届议会期间基本上无所作为。1879年4月，韦弗在自己的首场国会演说中批评南方州动用军队来维持投票站的治安，还谴责那些针对南方州黑人的暴力行为，正是这样的行为促使政府派出军队，接下来他介绍了绿背党的政治纲领，声称这些政策可以给分裂和经济纷争划上句点。接下来的一个月里，他又发表演讲，为不受限制的银币铸造法案宣传，但这条有助于提高货币供给量的法案最终遭到封杀，得到的支持票数很少。韦弗的演说功底获得赞誉，但在绿钞政策方面仍然无法取得进展。
1880年，韦弗拟定一项决议，要求货币由政府而非银行发行，其价值也应由政府决定，政府可以自主选择采用哪种货币来偿还联邦债务，无需因受当时法律的制约而只能采用黄金。当时国会中的各个委员会都是由民主党或共和党主导，这样的提议根本没有希望通过这些委员会审议后再经全体议员表决，因此韦弗决定另辟蹊径，利用联邦众议员可以在周一直接向全体议员提出法案表决的机会引出决议案。为了避免暴露民主党内部对货币问题存在的分歧，议长塞缪尔·J·兰德尔直接拒绝认可韦弗起身提出的决议，以此阻止众议院进行辩论和表决。韦弗此后每周一都回到众议院，连续数次情况依旧，媒体于是对兰德尔的做法留上了神。最终，在俄亥俄州共和党议员詹姆斯·艾布拉姆·加菲尔德的调解下，兰德尔于1880年4月5日勉强接受了韦弗的提案。以硬钱派为主的共和党人大部分都投下反对票，许多民主党人则同绿背党人一起投票支持。最终法案虽然有软钱派民主党人的支持，但还是以84票赞成、117票反对止步众议院，许多议员都投了弃权票。韦弗的法案虽然未能成功，但他的举动还是成功提升了货币问题的国民意识。

## 1880年大选

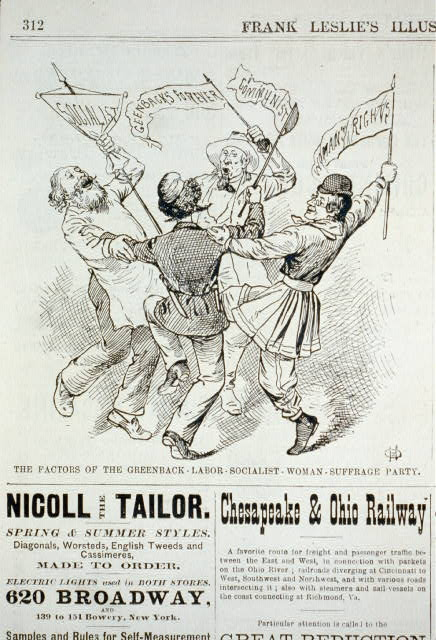
1880年《弗兰克·莱斯利画报》（Frank Leslie's Illustrated Newspaper）刊登的这幅漫画嘲笑绿背党人就是群激进派。

1879年时，绿背党已经分裂，以马库斯··布里克·波默罗伊（Marcus M. "Brick" Pomeroy）为首的派系自称“联盟绿背劳工党”，从绿背党中分家单过。该派系在美国南部和西部的影响最大，其立场更为激进并强调自身的独立性，指责东部绿背党人很可能会“在任何时候把党派出卖给民主党人”。韦弗仍然留在原本的绿背党中，该党经常被称为“国民绿背党”，他在担任国会议员期间积累起全国性的名望，这让他成为党派中最有希望赢得总统大选的人选之一。
联盟绿背劳工党先行召开提名大会，提名来自新泽西州的斯蒂芬·戴莱尔（Stephen D. Dillaye）为总统候选人，来自德克萨斯州的巴西莱·钱伯斯（Barzillai J. Chambers）为副总统候选人，同时该党又派代表前去参加6月在芝加哥举行的国民绿背党全国大会，希望能朝党派团结的方向努力。两个派系同意重新统一起来，还接纳了社会劳工党代表与会。党派实现团结后，大会开始提名候选人。韦弗在首轮投票中就处于领跑位置，并在第二轮投票中取得所需要的多数支持。钱伯斯则获得了副总统候选人提名。
韦弗没有遵循当时的政治传统，他积极投身竞选，7到8月间在南部发表了多场演说。这年各党派提名的候选人中只有绿背党有来自南方州的政治家参选，因此韦弗和钱伯斯都期望能在南方抢占制高点。但随着竞选继续，韦弗支持种族融合的观点在南方引起暴力抗议，绿背党面临的障碍与共和党如出一辙：黑人的公民权利被逐渐剥夺。到了秋季，韦弗前往北方竞选，该地区有多个州民主、共和两党基本平分秋色，但他拒绝与民主党人携手，使得绿背党又失去了这些本来很有希望的州选民支持。
韦弗在最终的选举中一共得到30万5997张普选票，没有赢得选举人票，相比之下，共和党候选人詹姆斯·艾布拉姆·加菲尔德以444万6158票赢得总统宝座，民主党候选人温菲尔德·斯科特·汉考克也有444万4260票。绿背党在西部和南部最有影响，但无论是哪个州，韦弗的得票率都不到12%（其中德克萨斯州最多，有11.7%），以全国范围计得票率仅3个百分点。对于绿背党来说，这个数字与1876年相比已有所进步，但却让韦弗大失所望，他本期望得到的支持票数量还至少要翻一番。

## 党派宣传和多次竞选
大选尘埃落定后，韦弗回归已成跛脚鸭的国会议程，他提出宪法修正案，要求通过直接选举选派联邦参议员。议员任期于3月结束后，他重新开始巡回演讲，在全美各地为绿背党宣传。1882年，韦弗和另一位爱荷华州联邦众议员爱德华·H·吉莱特（Edward H. Gillette）共同出资买下《爱荷华论坛报》（Iowa Tribune），以期传播绿背党的政治诉求。同年，他再次参选，与在任共和党议员玛赛纳·卡茨（Marsena E. Cutts）竞争第6国会选区联邦众议员席位，由于民主党和绿背党这次分道扬镖，都推举了各自的候选人，韦弗最终以较大差距屈居第二位。卡茨虽然赢得连任，但尚未就职便已去世，共和党人提出，只要韦弗愿意回归，那么他在特别选举中将没有对手，韦弗谢绝了这一示好，最终赢得议席的是民主党人约翰··库克（John C. Cook） 。
1883年，韦弗获得绿背党提名竞选爱荷华州州长。民主党也提名了自己的人选，最终共和党在任州长布伦·谢尔曼（Buren R. Sherman）凭多数票支持赢得连任。1884年，绿背党全国大会在印第安纳波利斯举行，身为与会代表的韦弗支持来自马萨诸塞州的本杰明·巴特勒（Benjamin Butler），后者最终也成功获得提名。回到爱荷华州后，韦弗再度参选联邦众议员，这次还得到了民主党人的支持。这个时候，绿背党在全国范围的时运已明显不济，巴特勒获得的普选票数只比韦弗四年前所获票数的一半略多。不过，韦弗却在众议员选举中逆势而上，以仅67票的微弱优势战胜共和党人弗兰克··坎贝尔（Frank T. Campbell）当选。

## 重返国会
韦弗是第49届联邦国会中唯一的绿背党议员，新当选总统的民主党人格罗弗·克利夫兰对韦弗态度友善，曾就爱荷华州公职任命权问题咨询过他的意见。在政坛摸爬滚打了多年的韦弗最关心的议题已经转变成国家货币、金融问题和劳资关系。
1885年，韦弗提议组建劳工部，声称该部可以为劳资纠纷找到解决方案。一年后，劳工骑士团针对杰伊·古尔德（Jay Gould）的铁路帝国发起大罢工，针对麦考密克收割机公司的罢工又以造成多人死伤的干草市场暴乱收场，劳资关系变得空前紧张。韦弗坚信，美国的硬钱政策正是劳资纠纷的根本原因，声称这“完全就是、并且也只是钱的问题”，他还宣称：“如果这届国会拒绝保护劳工，（那么）它就必须要自保”。国会通过法案组建州际商务委员会来规范铁路企业，这成为绿背党政治纲领的一大胜利。韦弗认为，法案中应当给予政府包括直接规定利率在内的更多权力，但他最终还是对法案投下了赞成票。

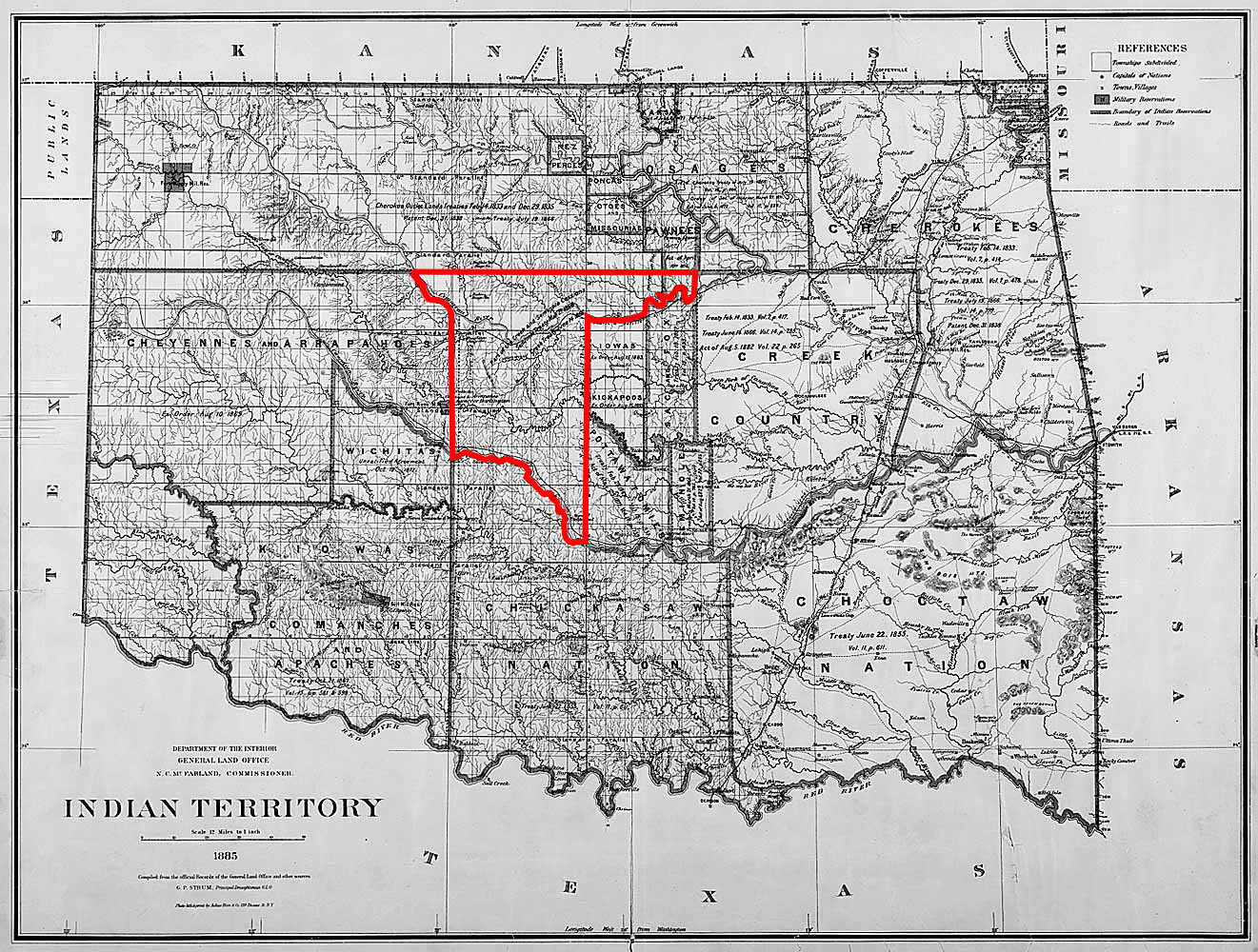
韦弗支持白人定居者对未分配土地的权利要求

韦弗还处理过白人定居者对印第安领地的权利要求问题。多年来，许多白人定居者对如今属俄克拉何马州的广阔未分配土地提出权利要求。内战结束后，文明化五部族被迫将西部的闲置土地割让给联邦政府。来到这里的白人定居者认为，根据宅地法，他们有权在这些联邦政府拥有的土地上定居。但联邦政府对此有不同看法，已经将大片草原租给堪萨斯牧场主的切罗基人和许多东部居民也都认为，这些白人定居者不过是铁道资本的工具。在韦弗看来，这个问题实际上就是没有土地的自耕农和富裕牧场主之间的矛盾，他选择站在自耕农一边。1885年12月，他提出法案，将印第安领地和邻近的中立带组织成新的俄克拉何马领地。法案没能通过委员会审核，韦弗于是在1886年2月再次提出，并发表演说呼吁将印第安人保留地化整为零，各原住民可以独得一片土地作为家园，剩下的土地则向白人定居者开放。
领地委员会再次否决韦弗的法案，但批准了一项折衷措施，将未分配土地、切罗基草原带和中立带都向白人定居者开放。国会针对法案展开持续数月的辩论，多个原住民部落也宣布他们会对自己的领土变成领地展开抵抗，因为联邦最高法院曾在1884年的艾尔克诉威尔金斯案（Elk v. Wilkins）判决中裁定，美洲原住民不是美国公民，因此在新组建的领地中也不会有投票权。韦弗返回爱荷华州竞选连任时，这一法案仍然前途未卜。1886年，再度以民主、绿背两党候选人身份参选的韦弗以618票优势赢得连任。
联邦国会在1887年的跛脚鸭议程期间通过《道斯法案》（Dawes Act），该法授权总统中止原住民部落政府运作，还可以将印第安保留地拆散分配给原住民个人。虽然文明化五部族得以对法案豁免，但法律中体验出的理念还是令韦弗和白人定居者深受鼓舞，继续努力促使西部印第安领地向白人定居者开放。一年后，韦弗在第50届联邦国会期间再次提出俄克拉何马法案，但法案还是在领地委员会陷入僵局。1888年9月，他重返爱荷华州，希望能再度连任，但这时绿背党已四分五裂，由新成立的左翼第三党联盟劳工党取代。新党虽然同意与民主党人联手，提名韦弗竞选爱荷华州第6国会选区的联邦众议员席位，但这次共和党人已经积累了足够的实力，其候选人约翰··拉西以828票的优势当选。联盟劳工党及其总统候选人艾尔森·斯特里特（Alson Streeter）在全国竞选中的表现同样乏善可陈，整个党派成立后没多久便瓦解冰消。韦弗回到国会的跛脚鸭议程，最后一次提出组建俄克拉何马领地。这回他终于迎来胜利的曙光，联邦众议院以147票造成、102票反对，向白人定居者开放未分配土地。联邦参议院如法炮制，即将离任的克利夫兰总统在法案上签字，标志着法案正式生效成为法律。

## 农民联盟和新生党派

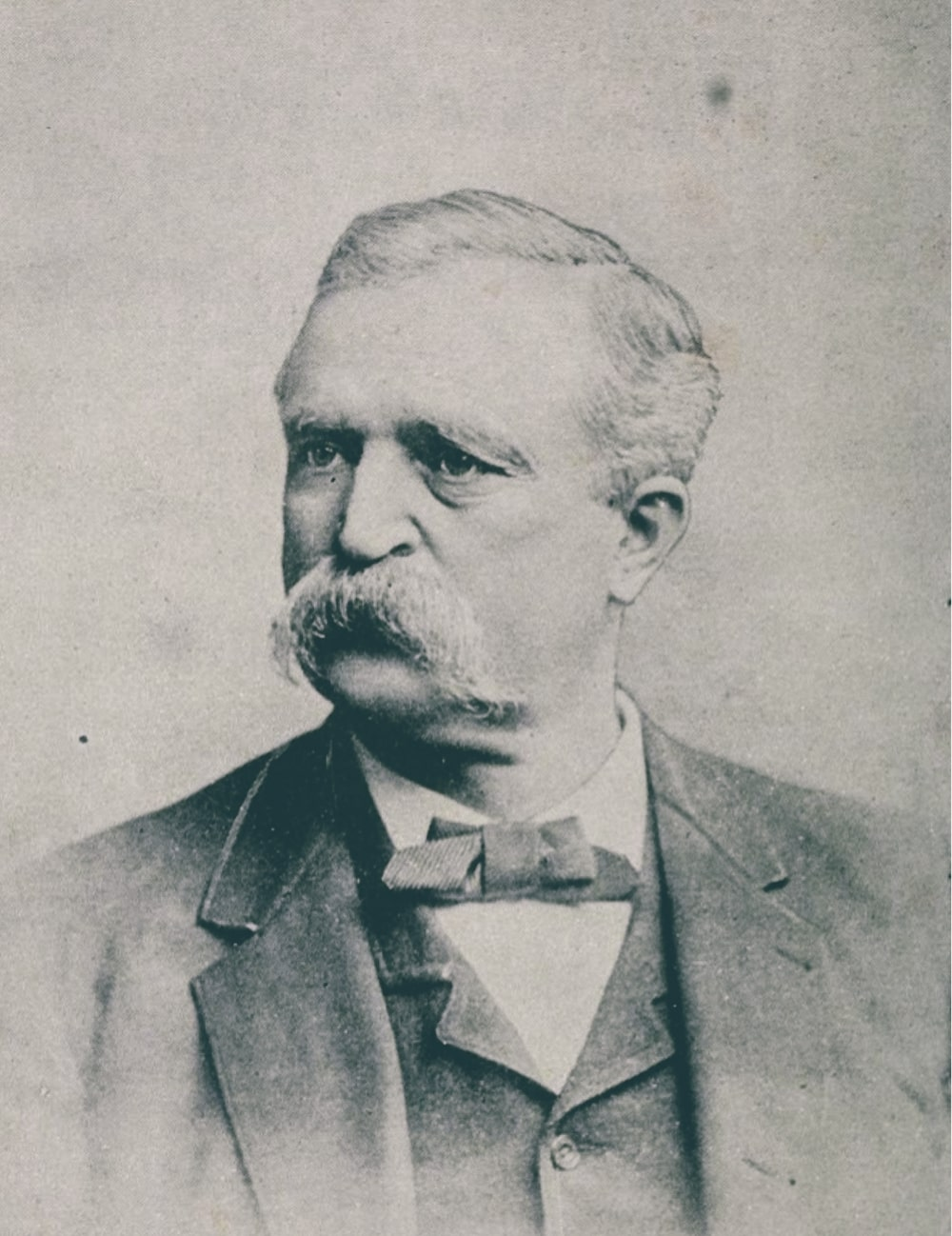
1892年的韦弗

新任总统、共和党人本杰明·哈里森将未分配土地的开放时间定在1889年4月22日，韦弗于3月赶到当地一个火车站，打算为自己的新家找到合适的地点。其他有同样打算的人们对他的到来反应热烈。虽然定居者应该要在4月22日中午过后才获许进入领地，但包括韦弗在内的许多人都提前冲了进去，甚至做了非正式的权利要求。抢地过程结束后，众人静待此前已经进入这片土地定居的开拓者对土地主张提出质疑。韦弗与这些新定居者一起抢占地盘的做法对他在领地内的名望构成不利影响，他的土地要求最终遭到否决，于1890年返回爱荷华州。
1890年，韦弗和夫人从布卢姆菲尔德迁居杰斯帕县科尔法克斯（Colfax），这里距州首府德梅因很近，韦弗打算对《爱荷华论坛报》承担起更积极的管理职责。绿背党和联盟劳工党这时都已不复存在，但他仍在努力宣传两党的政治理想。1890年8月，昔日的绿背党和联盟劳工党人来到德梅因参加会议，韦弗在会上演说，但没有接受大会的国会议员提名。当年绿背党得以诞生的经济条件尚未消失，许多农民和劳工都觉得，自1873年美国进入长时间的经济衰退以来，他们的处境已经进一步恶化。许多农民加入农民联盟，该组织希望能在超脱党派政治的基础上推动软钱政策理念，而不是去组建新的第三党。愿意表态支持软钱政策的主要政党候选人能够得到农民联盟的支持，农民联盟还会聘请发言人教育公众。得到农民联盟支持的候选人在1890年国会选举中表现抢眼，其中又以南部最为突出，民主党人在联盟的支持下夺得了44个国会议席。
1890年12月，农民联盟齐聚佛罗里达州奥卡拉制订党纲，之后人称奥卡拉党纲，要求政府放宽货币政策、加强对铁路的管制、收取累进税并直接选举联邦参议员。韦弗在《爱荷华论坛报》上表态支持这些要求，还与联盟领袖莱昂尼达斯·波尔克（Leonidas L. Polk）互通书信。1891年5月，韦弗前往辛辛那提出席农民联盟大会，他和波尔克在会上都反对组建新党派。会上另一位代表伊格内修斯·唐纳利（Ignatius L. Donnelly）强烈主张与民主、共和两大党派决裂，这一立场最终占了上风，但在韦弗和波尔克的共同努力下，唐纳利有许多更为激进的提议没有纳入会议的原则声明。

## 1892年大选

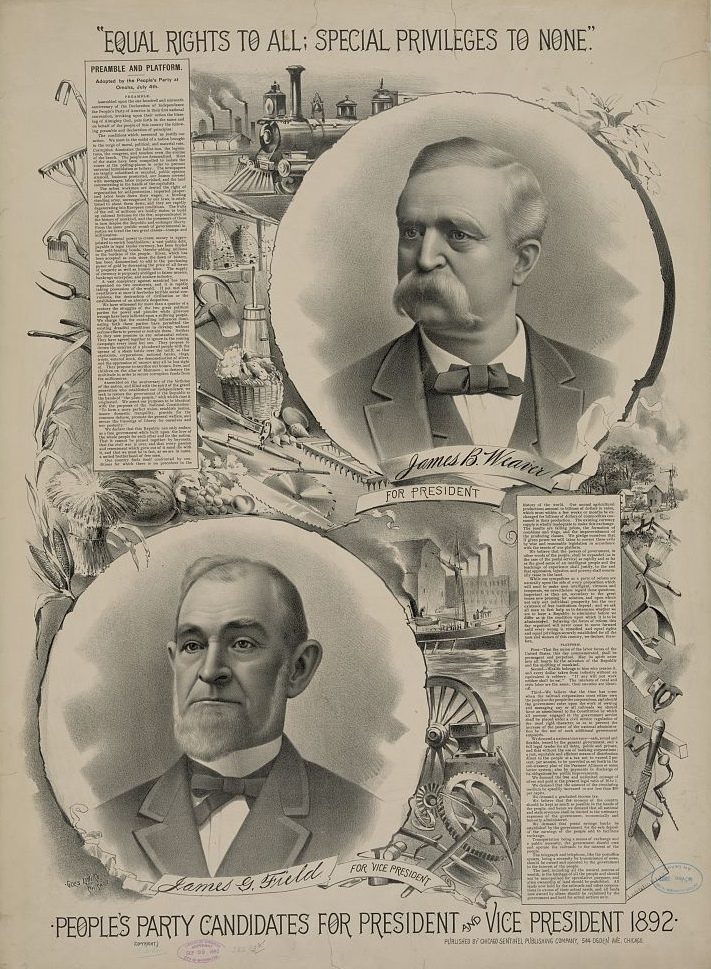
1892年人民党的竞选海报

1891年，韦弗接受农民联盟组建新党派的决策，还出版了《呼吁行动》（A Call to Action）一书，书中详述刚刚诞生的人民党的党派方针，同时痛斥“少数盛气凌人的百万富翁占据了新世界的财富”。1892年7月，他前往内布拉斯加州奥马哈出席人民党全国大会。由于波尔克已于6月突然辞世，因此韦弗也就成为最有希望获得新党派总统候选人提名的人选。结果他在首轮投票中就得到提名，南达科他州联邦参议员詹姆斯·H·凯尔（James H. Kyle）得票数排在第二位，但仍与韦弗相距甚远。韦弗接受大会提名，承诺会“到访联盟所在的每一个州，并挥舞人民的旗帜冲进敌营”。美利坚联盟国老兵、前弗吉尼亚州总检察长詹姆斯·G·菲尔德（James G. Field）成为韦弗的竞选搭档。
从当时的历史背景看，人民党在奥马哈通过的党纲可谓雄心勃勃，其中呼吁征收累进税，对铁道、电话和电报系统实行公有制，由政府发行货币，并且不再对银币铸造设限（根据这一理念，联邦政府会买下银矿产出的所有白银，并将之铸造成硬币），并且这些银币可以按16比1的比率同黄金兑换，这一汇率也对债务人非常有利。共和党提名哈里森总统连任，民主党则推出前总统克利夫兰应战，韦弗也像1880年般充满进心，相信自己带领的新党派在这两位对手面前也不遑多让。哈里森一度对自由铸造银币理念态度友善，但他的党派总体上支持的是硬钱派金本位货币政策，克利夫兰是金本位的坚定支持者，但他的竞选搭档、来自伊利诺伊州的阿德莱·史蒂文森（Adlai Stevenson）则是自由铸造银币的支持者。人民党是唯一坚信软钱政策的党派，韦弗希望这能帮助他们赢得乡村地区的选民支持。此外，宾夕法尼亚州阿利根尼县发生霍姆斯特德大罢工，全国各地的劳资纠纷风起云涌，韦弗期望面对这样的形势，城市劳动者会凝聚在人民党的政治理念周围。
韦弗踏上征途，在北部平原和太平洋沿岸各州巡回演讲。8月下旬，他转向南下，希望能打破民主党对这些州的绝对控制权。种族问题是1880年时韦弗失去南方白人选民的重要原因，他当时敦促白人和黑人农民相互合作，给私刑划上句点，希望借此吸引黑人的选票。这次，韦弗的演讲吸收到许多南方州居民前来聆听，但他和夫人都受到严厉的质问。南方的民主党人将韦弗描绘成当地保守派民主党人权力的威胁，事实证明，随着黑人选民的权利剥夺情况越来越严重，人民党在南方毫无获胜之机。
民主党候选人克利夫兰赢得了选举日的胜利，将整个南方和大部分北方州的选举人票收入囊中。韦弗赢得的普选票总数超过100万张，达到全国范围的8.5%，这已经是内战结束后当时第三党总统候选人的最好成绩。韦弗赢得了4个州的选举人票，分别是科罗拉多州、爱荷华州、堪萨斯州和内华达州，再加上北达科他州和俄勒冈州各获得一票，人民党候选人一共得到22张选举人票。韦弗认为，这一表现可谓“意外成功”，相信这是将来选举的好兆头。之后他还表示：“我们年轻的政党单凭货币问题就已经写下令人羡慕的纪录，在投票中取得惊人的成功”。

## 人民党元老
韦弗深信，人民党对自由铸造银币的支持将成为吸引新成员加入的主要动力。大选结束后，他出席美国双金属联盟会议，向这个支持银币的团体成员发表多场演说，宣传支持通货膨胀的货币政策。与此同时，1893年恐慌已经导致多家银行和工厂倒闭，整个国家的总体经济格局动荡不安。随着联邦黄金储备不断减少，总统克利夫兰终于说服国会废除《谢尔曼收购白银法》（Sherman Silver Purchase Act），该法令政府能够收购用于铸造银币的白银量减少，是自由铸造银币运动支持者的眼中钉。法案废除后，美国黄金储备量的降低速度虽然有所放缓，但整个国家的经济仍然深陷泥潭。

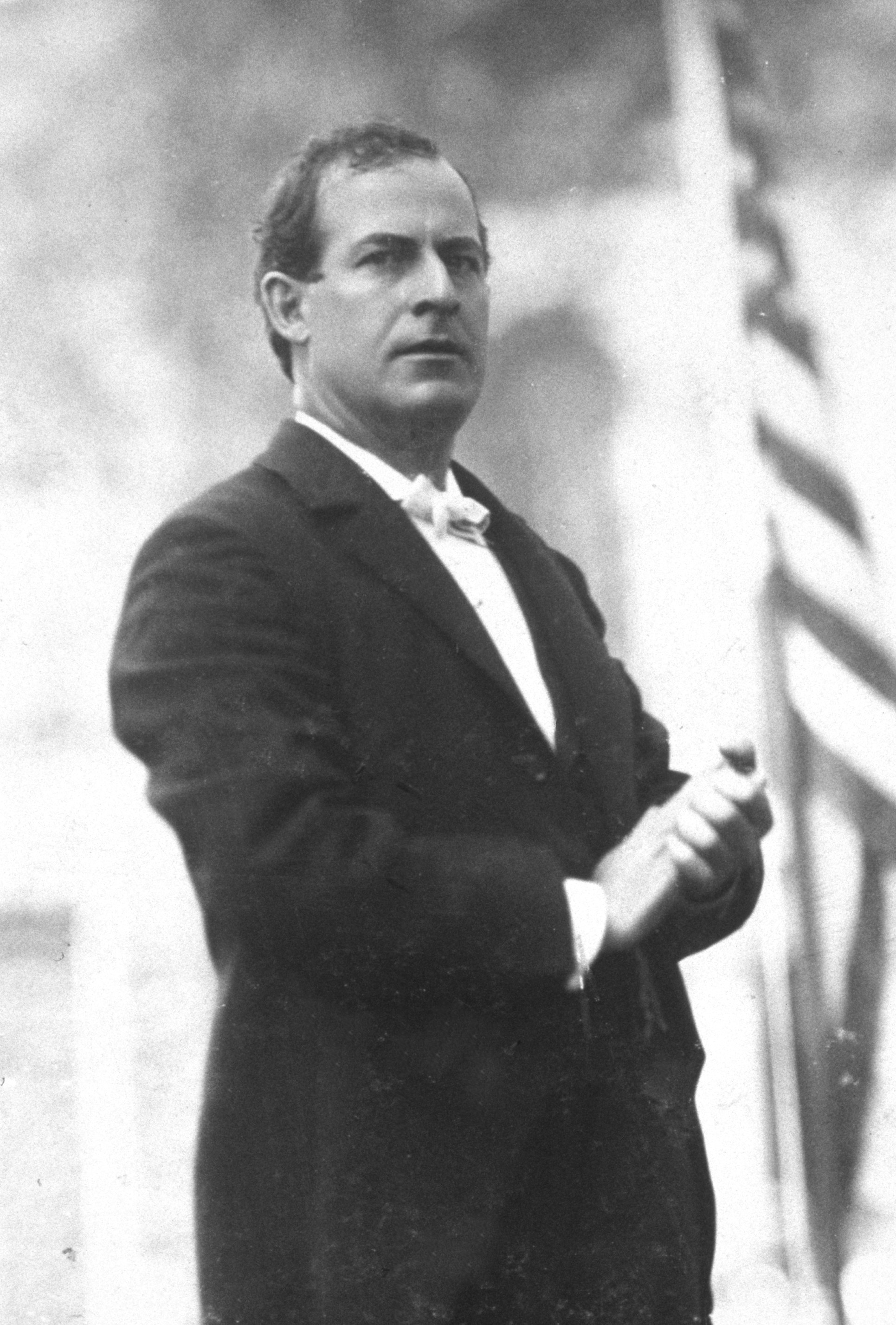
1896年，韦弗在大选中支持民主党人威廉·詹宁斯·布莱恩。

1894年，国内的薪酬削减、劳资纠纷层出不穷，在普尔曼公司职员带领下，大范围罢工风起云涌。这年春季，以雅各布·科西（Jacob S. Coxey）为首的失业工人组成科西大军向首都哥伦比亚特区进发。韦弗在爱荷华州与这些工人见面，对他们的处境表示同情，但也希望众人保持克制，不要违反法律。接下来他继续竞选，为参加1894年中期选举的人民党候选人摇旗呐喊。事实证明，这场选举的结果对于民主党来说是灾难性的，有上百个议席被共和党夺走，人民党也只获得南方州的几个议席，还失去了西部的大本营，从原有的11席降至7席。选举期间，韦弗与内布拉斯加州联邦众议员威廉·詹宁斯·布莱恩成为朋友，后者是自由铸造银币运动的支持者，在全国范围内都有相当的声望，虽然未能如愿当选联邦参议员，但他有着出众的演讲才能，并因此成为1896年大选的潜在人选。
布莱恩在1896年民主党全国大会的第5轮投票中赢得提名，韦弗也在1896年大选中支持他。人民党全国大会在芝加哥召开时，党派出现显著分歧，一方认为党派应该支持民主党候选人，另一方则认为应该自推候选人，保持党派的独立性。韦弗支持前一种思潮，在他看来，党派的立场比党派本身更加重要。大部分与会代表同意韦弗的看法，但已不像四年前的提名大会上那么充满热诚。与此同时，韦弗又与坚持党派独立的派系走到一起，以期确保人民党不会偏离原有的思想原则。面对共和党候选人、来自俄亥俄州的硬钱保守派政治家威廉·麦金莱，布莱恩虽然实现了韦弗长期以来团结南部和西部的梦想，但由于人口占绝对优势的北方坚定支持麦金莱，民主党和人民党还是输掉了这场选举。
大选虽然失利，但韦弗仍然坚持人民党的政治理想终将取胜。他同意与民主党人合作，最后一次出山竞选爱荷华州第6国会选区联邦众议员。这次选举以失败告终，胜出的正是韦弗10年前的老对手，共和党人约翰··拉西。1900年，韦弗前往苏瀑出席人民党大会，党派这时已围绕是否与民主党合作的问题分裂。赞成合作的一派支持民主党候选人布莱恩，但他再次在普选中不敌麦金莱，并且差距比四年前更大。1901年，韦弗成为家乡科尔法克斯的市长，这也是他最后一次入选公职。

## 晚年、谢世和影响

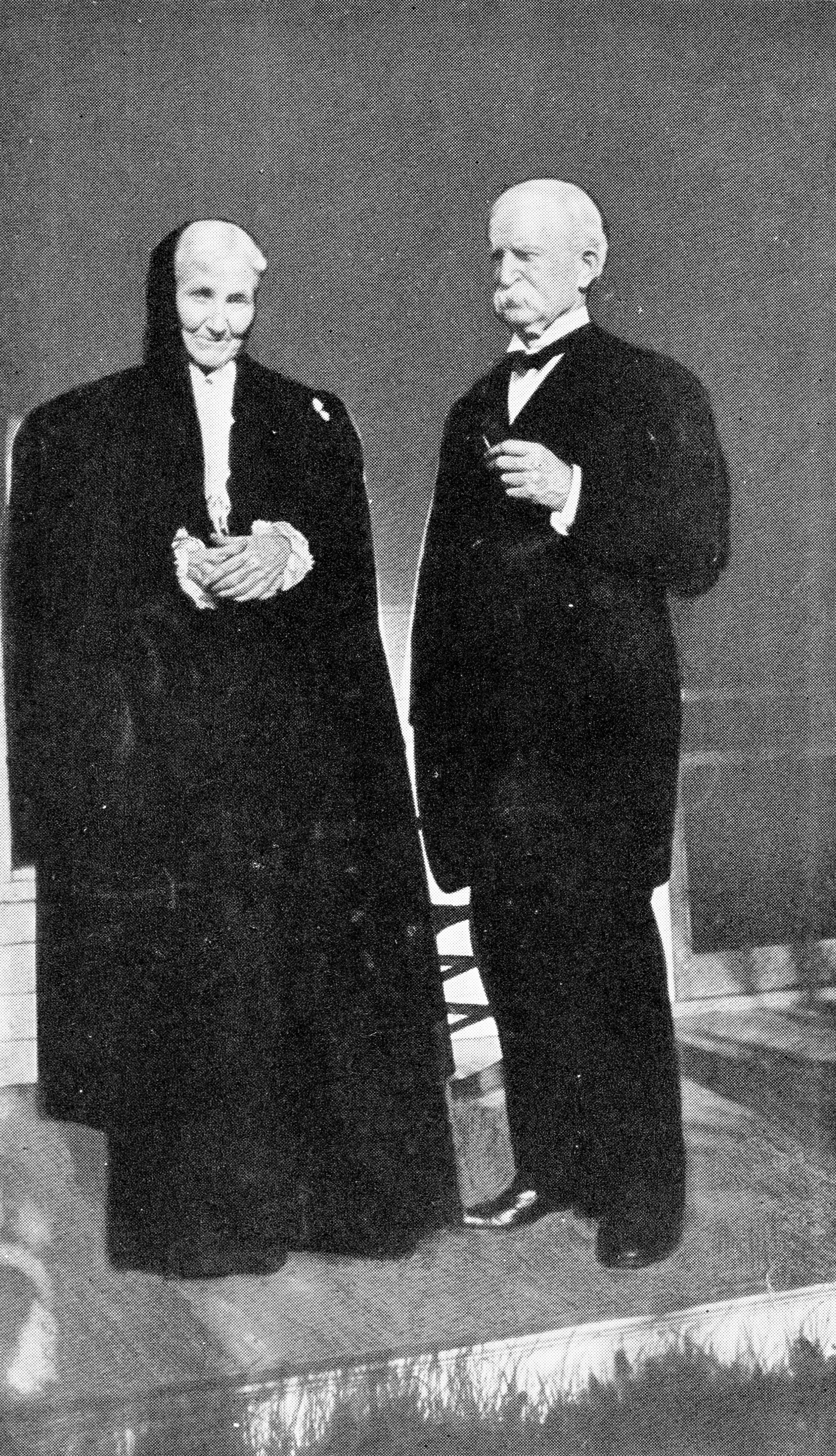
詹姆斯·韦弗和克拉拉·韦弗夫妇（摄于1908年）

美西战争以美国胜利结束后，共和党的声望如日中天，这令韦弗首次开始对人民党的价值观将来是否能够占据主流产生疑问。人民党冰销瓦解后，韦弗加入民主党，是1904年民主党全国大会的代表。在他看来，会上党派提名的奥尔顿·帕克（Alton B. Parker）正是自己不齿的“富豪政治”代表，但他还是支持党派选出的候选人，只是这次竞选仍然以失败告终。这年韦弗一度认真考虑是否要再度参选联邦众议员，但最终还是决定不再出山。1908年，他支持民主党候选人布莱恩第三次竞选总统，最终获胜的是共和党人威廉·霍华德·塔夫脱。
这年，韦弗与夫人克拉克庆祝金婚，有6个孩子陪在两人身边。1909年，爱荷华州议会向他表示敬意，将他的画像挂入爱荷华州历史大楼。韦弗编撰了故乡爱荷华州杰斯帕县的历史，该书于1912年出版。韦弗还打算在这年为民主党候选人做宣传，但却没能活到这一天。1912年2月6日，正在德梅因看望女儿的詹姆斯·贝尔德·韦弗与世长辞，终年80岁。他的葬礼在德梅因的循道宗第一教堂举行，身后遗骨下葬在该市的伍德兰公墓。
爱荷华州的许多政要、包括韦弗昔日的政敌都出席了他的葬礼，称颂他一生的成就，并且之后的多年里一直对他赞不绝口。在韦弗的领导下，人民党与民主党合作，将许多人民党的政策理念带入美国的政治主流。许多韦弗曾为之奋斗但始终未见成行的政策，如直接选举联邦参议员、累进税和不以金本位为基础的货币政策，都在他去世后成为法律，只有将铁路和电话企业公有化的诉求仍然没有变成现实。罗伯特··米切尔为韦弗所作的传记于2008年发表，米切尔在书中写道：“韦弗的成就无法通过常规手段衡量”，因为他奋斗终身的许多理想都是在他谢世之后才成为社会主流。但米切尔仍然认为，正是韦弗的政治努力，为这些变革化为现实提供了良好的开局：“韦弗对美国政治最重要的影响不是他曾有过的主张，也不是这些改革的后续发展，而是他对美国持续政治对话所做的努力”。